# Xã Williams, Quận Calhoun, Iowa
Xã Williams (tiếng Anh: Williams Township) là một xã thuộc quận Calhoun, tiểu bang Iowa, Hoa Kỳ. Năm 2010, dân số của xã này là 132 người.